# Extrêmes Dinosaures
Extrêmes Dinosaures (Extreme Dinosaurs) est une série télévisée d'animation américaine créée par DIC Entertainment et diffusée du 1er septembre au 24 décembre 1997 en syndication.
Basée sur une ligne de jouets Mattel dont les vedettes sont un groupe de quatre héros mi-hommes mi-dinosaures et un groupe de trois méchants mi-hommes mi-raptors dont l'intention est de dominer le Monde.
En France, seuls six épisodes ont été diffusés par l'émission Les Minikeums sur France 3 à partir du 9 février 1998. Elle reste inédite dans les autres pays francophones.

## Synopsis
65 millions d'années avant notre ère, au Mésozoïque, Argor Zardok, un criminel extra-terrestre, arrive sur Terre après un voyage inter-dimensionnel. Espérant se créer une armée personnelle, il capture des dinosaures et leur fait subir une mutation, leur donnant un aspect et une taille à peu près humanoïde sans pour autant réduire leur force, ainsi qu'une intelligence humaine et la capacité de parler. Lorsque ces premiers sujets refusent de lui obéir aveuglement, il les laisse dans la forêt, et renouvelle l'expérience avec trois vélociraptors, qui cette fois se soumettent sans problème.
Cependant, les premiers sujets font connaissance avec Shandra, une officier de police extra-terrestre à la poursuite d'Argor. Prenant le parti de l'aider, ils défendent son vaisseau endommagé lors de l'attaque des Vélociraptors mutés, ce qui amène à la provocation involontaire d'une éruption volcanique sur toute la planète par Bad Rap, le chef des Raptors. Face au danger, Argor s'échappe, abandonnant ses créations, tandis que Shandra abrite les dinosaures mutants dans son vaisseau et se place avec eux en cryo-hibernation...
Plus tard, à notre époque, le vaisseau est redécouvert par un archéologue, qui ouvre involontairement les chambres cryogéniques, réveillant les passagers. Ces derniers découvrent avec choc que 65 millions d'années se sont écoulées, et que les dinosaures sont tous éteints. Cependant, les Raptors, qui ont eux aussi survécu en se plaçant dans le même état de stase, prennent le parti de tenter de conquérir le monde. Leurs adversaires, prenant le nom d’Extrêmes Dinosaures, décident de rester pour les en empêcher.

## Personnages

### Extrêmes Dinosaures
- T-Bone: Est un Tyrannosaure et le chef d'équipe. Il est le plus sérieux du groupe, même s'il a un côté plus décontracté. Alors que les autres sont souvent distraits par leurs propres intérêts, T-Bone se centre en général sur l'objectif. Son attaque personnelle consiste à frapper le sol du pied, provoquant un séisme, ce dont il peut augmenter la puissance en la faisant avec les autres.

- Stegz: Est un Stégosaure. Scientifique, il est le plus intelligent et le plus à l'aise avec la technologie. Il possède également la faculté, en utilisant ses plaques dorsales, de se changer en une roue tranchante dévastatrice.

- Spike: Est un Triceratops. C'est un expert en arts martiaux. Comme tout tricératops, il possède une large tête à trois cornes (dont une cassée de manière inconnue), lui permettant de détruire n'importe quoi en une charge.

- Bullzeye: Est un Pteranodon, et le plus jeune de l'équipe. Il a la mauvaise habitude de faire des achats par téléphone. Il possède une sorte de cri ultrasonique, lui permettant de briser même la roche, et peut voler. C'est lui qui trouve le nom d'Extrêmes Dinosaures pour son équipe.

- Hardrock: Est un Ankylosaure, issus d'une autre dimension et qui se joint plus tardivement au groupe durant la série. C'est le plus pacifique et le plus aimable du groupe, bien qu'il sache se battre efficacement si besoin est.

### Raptors
Les ennemis majeurs des Extrêmes Dinosaures sont les Raptors, une bande de trois Vélociraptors ayant muté de la même manière qu'eux. À l'inverse des héros, ils haïssent les humains, et cherchent à s'en débarrasser pour rétablir le règne des dinosaures, plus précisément des vélociraptors.
- Bad Rap : Le brutal et colérique chef des Raptors. De couleur orange, il possède une mâchoire en acier qui lui sert d'arme. Son objectif est de modifier le climat de la Terre, afin de la rendre plus chaude et plus propice à la vie pour les reptiles. Il détenait aussi au départ une arme de tir capable de dissoudre n'importe quoi, mais ne s'en servit qu'une seule fois, ce qui eut des conséquences dévastatrices, et les Extrême Dinosaures la détruisirent lorsqu'il menaça de l'utiliser à nouveau.

- Spittor : Le "cerveau" des raptors, concevant sans cesse les plans et les gadgets. De couleur violet, il porte sur son dos, sur ses poignets et dans sa bouche des lanceurs de liquide, qui lui permettaient à l'origine de projeter une sorte de glu extrêmement acide. À la fin du premier épisode, son réservoir tombe à sec, et il passe les épisodes suivants à trouver un substitut.

- Haxx : De couleur noir/marron avec des implants sur son dos, une queue perceuse et des griffes de métal. Haxx est le plus maladroit et le moins intelligent des Raptors, il est souvent en partie responsable des échecs.

### Quadrainiens
Les Quadrainiens sont une race extraterrestre qui viennent d'une autre dimension et vivaient des millions d'années avant les humains (on ignore si d'autres survivants qu'Argor et Shandra existent). Ils ressemblent aux Êtres Humains, mis à part qu'ils ont la peau et les cheveux de couleur bleus.
- Shandra Bolzak : Une femme officier de police de sa planète, chargée de capturer Argor. Lors de son arrivée sur Terre au Mésozoïque, elle s'écrase avec son vaisseau, et rencontre les Extrêmes Dinosaures récemment créés. Après que Bad Rap ait involontairement déclenché une éruption volcanique sur toute la planète, elle se place avec les héros en cryo-hibernation, les sauvant ainsi de l'éruption (avec les Raptors, qui se placent eux aussi dans les caissons dans la panique). Lorsque tous sont ranimés, elle reste avec les Extrêmes Dinosaures pour les aider. Stricte, Shandra possède un livre des lois de son peuple, auquel elle se réfère très souvent pour se justifier, bien que, comme remarqué par T-Bone, ce livre soit dépassé de 65 millions d'années.

- Argor Zardok : Un criminel en fuite recherché par Shandra. c'est lui qui a créé les Extrêmes Dinosaures et les Raptors il y a 65 millions d'années sur la Terre des Dinosaures, espérant se créer une armée puissante et obéissante. Les premiers refusèrent, mais les Raptors acceptèrent en raison de leur goût pour le combat. Après que Bad Rap, armé d'un appareil fourni par son créateur, aient déclenché accidentellement une éruption volcanique, Argor fuit, abandonnant ses créations.

### Les autres
- Porcupine McVells : Un paléontologue et propriétaire d'un musée privé de Dinosaures. Il aide les Extrêmes Dinosaures en faisant de son musée leur quartier général et refuge.

- Peter Benning : Un paléontologue peu scrupuleux. c'est lui qui a découvert les Extrêmes Dinosaures et les Raptors et qui les réveillent également (bien que ce soit un accident). Il tente plusieurs fois de les capturer par la suite, en vain.

- Becky Scarwell : Une scientifique qui fait des recherches sur la mutation et la vie extraterrestre. Elle a capturé les Extrêmes Dinosaures et les Raptors plus d'une fois, bien qu'ils se soient toujours échappés, et a ainsi vu peu à peu à quel point ils étaient intelligents.

- Prince H : Un prince d'Angleterre fictif qui aide les Extrêmes Dinosaures et parfois leur donnent des missions.

- Ridge : Est un dinosaure d'une espèce inconnue (certainement un Dilophosaurus voire un Allosaurus), il était asservi par une reine tyrannique qui régnait en souveraine absolue qui aimait organiser des combats dans une arène intergalactique où Ridge était le champion, quand il rencontre les Extrêmes Dinosaures ils étaient faits prisonniers par cette même reine. Ridge, convaincu de leurs bonnes intentions, se révolte contre celle-ci et qui finit par détruire l'arène, prend la fuite mais elle fut vaincue un peu plus tard. Ridge décide de ne pas suivre les Extrêmes Dinosaures et décide de rester pour aider ses autres amis pour construire une société nouvelle où règne la liberté.

- Ditto : C'est une petite autruche que Stegz avait recueillie, on la voit à plusieurs reprises dans la série.

## Épisodes
1. Un voyage transdimentionnel (Out of Time)
2. Les fossiles fous (Fossil Fooled)
3. Vacances Mexicaines (Ick-Thysaurus Vacation)
4. Écrasé dans l'œuf (Ineviatable Eggstinction)
5. Spike champion de lutte (Monstersaurus Truckadon)
6. Un virus Préhistorique (Saurian Sniffes)
7. L'astéroïde (Raptoroid)
8. Mission Missile (Mission Implausible)
9. Buzaye surfe sur le web (Bulleye Surfs The Web)
10. Rencontre au Loch Ness (Loch Ness Mess)
11. titre français inconnu (Rebels without a Clue)
12. titre français inconnu (Dialing for Dinosaurs)
13. Cyber-Raptors (Cyber-Raptors)
14. On a marché sur la Lune (Lunar Toons)
15. titre français inconnu (Raptorian Crude)
16. Rétrécissement (Incredible Shinking Dinosaurs)
17. Bonne journée (Shink Rap)
18. L'artistosaure (Jurassic Art)
19. titre français inconnu (There's no Place like Dome)
20. titre français inconnu (The Rule Book of Love)
21. titre français inconnu (Have a Nice Daynosaur)
22. La prophétie des dinosaures (The Dinosaurs Prophesy)
23. titre français inconnu (Bones of Contetation)
24. titre français inconnu (The Bad Seed)
25. Le retour d'Argor (The Return of Argor)
26. Le feu de glace (Holiday on Ice)
27. titre français inconnu (Earths vs. The Flying Raptors)
28. titre français inconnu (The Raptor who would be King)
29. titre français inconnu (Jelousaurus)
30. Le jour du condor mexicain (Day of the Condosaurs)
31. La nuit des potirons (Night of the Living Pumpkings)
32. Silence, on tourne ! (Lights, Camera, Raptors)
33. titre français inconnu (A Few Good Dinosaurs)
34. Capitaine Pork (Captain Pork)
35. titre français inconnu (Jinxed)
36. titre français inconnu (Enter the Dinosaurs)
37. titre français inconnu (The Weresaur)
38. titre français inconnu (Tiptoe Through the Tulps)
39. titre français inconnu (Colosso-Dome)
40. titre français inconnu (Dinosaur Warriors)
41. titre français inconnu (Safari-Saurus)
42. Séjour à la Montagne (Cliff Note)
43. La Mystérieuse Île du Dr Monstromo (The Mysterious Island of Dr Monstromo)
44. titre français inconnu (Agent Double 0 Dinosaurs)
45. T-Foot (T-Foot)
46. Peur sur Los Angeles (Zogwalla-Con)
47. Les surfosaures (Surfasaur's Up)
48. titre français inconnu (Salsafied)
49. Extrêmes Files (The Extreme Files)
50. Le trésor du dragon (Sir Gus and the Dragon)
51. Médusosaure (Medusasaur)
52. titre français inconnu (A Bone to Pick)

## Voix françaises
- Michel Vigné : T-Bone
- Philippe Ogouz : Bad Rap, Argor Zardok, rôles secondaires
- Franck Capillery : Stegz
- Patrick Messe : Spike, Spittor
- Jean-Loup Horwitz : Bullzeye, Haxx
- Anne Jolivet : Shandra
- Virginie Ogouz : voix additionnelles
- Patrick Préjean : Haxx (voix de remplacement)

 Source et légende : version française (VF) sur RS Doublage